# Беккер, Карл (художник)
Карл Людвиг Фридрих Беккер (нем. Karl (Ludwig Friedrich) Becker; 1820—1900) — немецкий исторический живописец XIX века.

## Биография

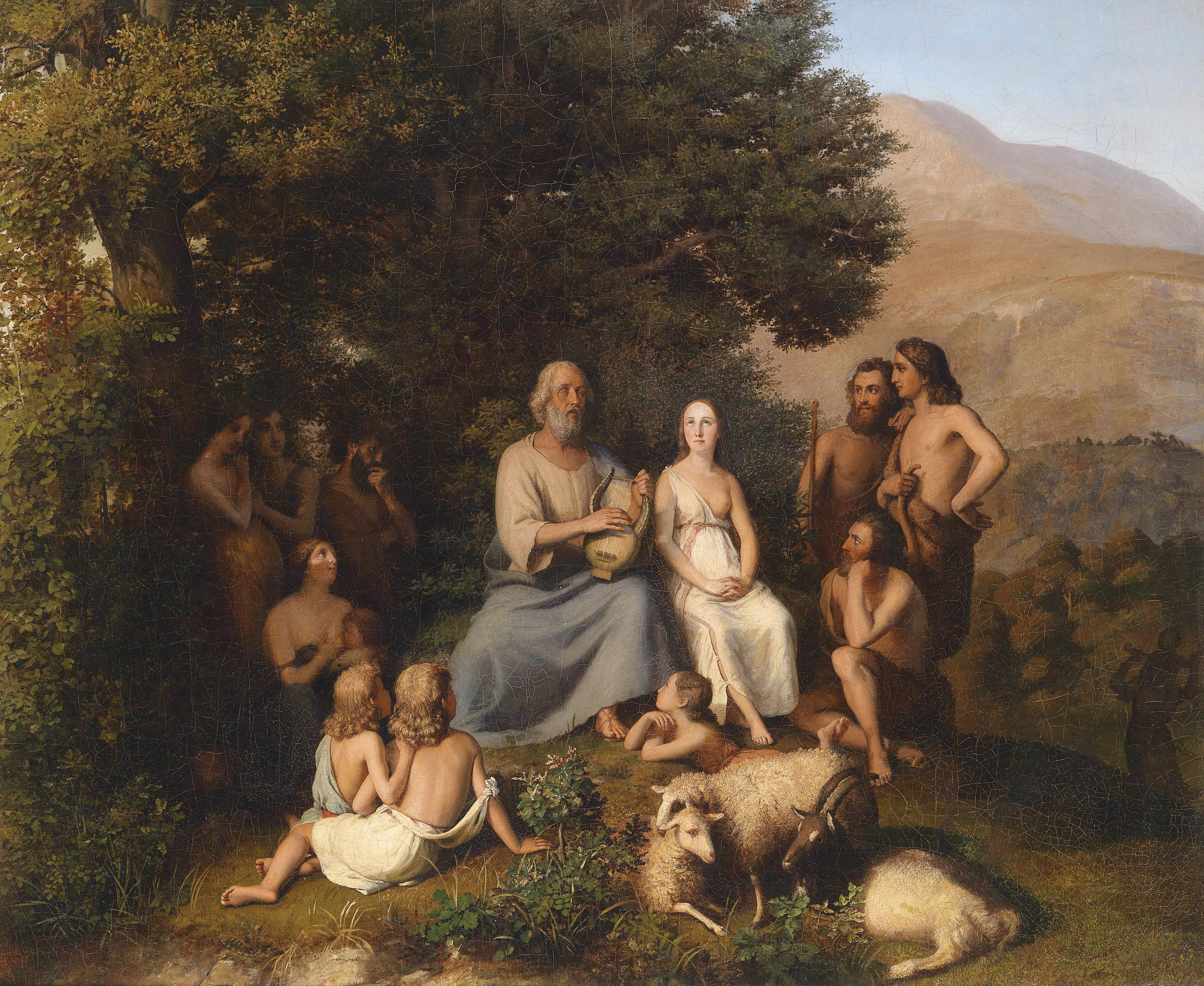
Поющий Гомер

Карл Людвиг Фридрих Беккер родился 18 декабря 1820 года в городе Берлине.
С 1837 по 1840 год учился в Берлинской академии художеств, а затем продолжил обучение в берлинской студии Августа Клёбера (нем. August von Kloeber), после чего переехал в город Мюнхен, где совершенствовал мастерство под началом Генриха Мария фон Хесса (нем. Heinrich Maria von Hess).
Позднее был избран членом совета Берлинской академии художеств, а затем и почётным президентом академии.
На своих полотнах художник изображал преимущественно сцены из венецианской жизни в XVI и XVII веках. В конце XIX — начале XX века на страницах «Энциклопедического словаря Брокгауза и Ефрона» была дана следующая оценка его работам:
Картины Б. вообще не отличаются глубиною идеи и драматизмом, но замечательны по силе и блеску красок, сочности письма и точному воспроизведению всего быта Венеции в цветущую её пору.
Среди его работ наиболее известными являются: «Себастиано дель Пьомбо в гостях у Тициана» (1861), «Венецианский маскарад» (1863), «Дож в заседании Совета Десяти» (1864), «Карл V посещает Фуггера» (1866; была выставлена в Берлинской национальной галерее), «Отелло, рассказывающий Дездемоне и Брабанцио о своих приключениях» (Бреславский музей), «А. Дюрер в Венеции» (1872), «Сцена из Гётца фон Берлихингена» (Кёльнский музей), «Бал у дожа во время карнавала» (1884; в Берлинская национая галерея). В Кушелевской галерее при музее Санкт-Петербургской академии художеств была выставлена «очень характеристичная картина» Беккера «Госпожа и Паж».
Карл Людвиг Фридрих Беккер скончался 20 декабря 1900 в родном городе, спустя чуть более суток после своего 80-летнего юбилея.